# Liga LGT 2017
La temporada 2017 de la Liga LGT fue la décima edición desde que se iniciara la competición de traineras organizada por la Liga Noroeste de Traineras en 2003. Fue la primera temporada en la que se dividió a los equipos inscritos en dos grupos de 8 y 9 equipos respectivamente. La temporada regular comenzó el 30 de junio en Sangenjo y Vigo (Pontevedra) y terminó el 19 de agosto en Boiro (La Coruña) y Cesantes (Pontevedra). Posteriormente, se disputaron el play-off para el ascenso a la Liga ACT y entre los dos grupos de la Liga LGT.

## Sistema de competición
La Liga LGT está dividida en 2 grupos cada uno de los cuales disputa un calendario de regatas propio. Al finalizar la liga regular y para decidir los ascensos y descensos entre la Liga ACT y los 2 grupos de la Liga LGT se disputan sendos play-off:
- Play-off de ascenso a Liga ACT: se disputa 1 plaza en la Liga ACT entre el penúltimo clasificado de dicha competición, ya que el último desciende directamente, los 2 primeros del Grupo A y los 2 primeros del Grupo 1 de la Liga ARC.
- Play-off entre grupos LGT: el campeón del Grupo B asciende directamente al Grupo A y la última plaza del Grupo A se disputa entre el últimosclasificado del Grupo A y el segundo y tercero del Grupo B. Estas regatas se disputan junto el Trofeo Teresa Herrera en ronda aparte.

La primera regata, presentación de la temporada de la Liga LGT, no fue puntuable en ninguno de los dos grupos. De igual manera, las dos regatas del Trofeo Teresa Herrera fueron incluida en ambos grupos no siendo puntuable ya que durante las mismas que se remaron el play-off entre grupos en tanda separada. En estas dos regatas, la clasificación no quedó dividida según los grupos de la liga, si no que se elaboró una única clasificación común con todas las traineras participante en cada prueba.

## Calendario
Las siguientes regatas tuvieron lugar en 2017.

### Temporada regular

#### Grupo A
| Orden | Regata                               | Fecha        | Hora  | Localidad            | Provincia  |
| ----- | ------------------------------------ | ------------ | ----- | -------------------- | ---------- |
| 1     | Bandera Presentación Liga LGT-A      | 17 de junio  | 18:20 | El Grove             | Pontevedra |
| 2     | XXV Bandera Concejo de Vigo          | 18 de junio  | 12:00 | Corujo               | Pontevedra |
| 3     | VI Bandera Salgado Congelados        | 1 de julio   | 17:00 | Perillo              | La Coruña  |
| 4     | XXXIV Bandera Concejo de El Grove    | 8 de julio   | 17:30 | El Grove             | Pontevedra |
| 5     | VI Bandera Virgen del Carmen         | 9 de julio   | 12:00 | El Grove             | Pontevedra |
| 6     | XXIII Bandera Concejo de Villagarcía | 15 de julio  | 19:30 | Villajuán            | Pontevedra |
| 7     | XXXI Bandera Concejo de Redondela    | 16 de julio  | 11:30 | Chapela              | Pontevedra |
| 8     | XXX Bandera Princesa de Asturias     | 22 de juliio | 16:00 | Castropol            | Asturias   |
| 9     | XIV Bandera Ciudad de Ferrol         | 23 de julio  | 16:30 | Ferrol               | La Coruña  |
| 10    | XXII Bandera Concejo de Bueu         | 29 de julio  | 17:30 | Bueu                 | Pontevedra |
| 11    | XIV Bandera Concejo de Rianjo        | 30 de julio  | 11:45 | Rianjo               | La Coruña  |
| 12    | XII Bandera Concejo de Puebla        | 12 de agosto | 18:30 | Puebla del Caramiñal | La Coruña  |
| 13    | III Bandera Parquistas de Carril     | 19 de agosto | 18:30 | Carril               | Pontevedra |
| 14    | III Bandera Isla de Samertolameu     | 20 de agosto | 12:00 | Meira                | Pontevedra |

#### Grupo B
| Orden | Regata                           | Fecha        | Hora  | Localidad         | Provincia  |
| ----- | -------------------------------- | ------------ | ----- | ----------------- | ---------- |
| 1     | Bandera Presentación Liga LGT-B  | 17 de junio  | 17:30 | El Grove          | Pontevedra |
| 2     | XXVIII Bandera Concejo de Cangas | 8 de julio   | 18:30 | Cangas de Morrazo | Pontevedra |
| 3     | IV Bandera Bahía de Mera         | 15 de julio  | 17:00 | Mera              | La Coruña  |
| 4     | I Bandera Islas Cíes-Taysunave   | 22 de julio  | 17:30 | A Guía            | Pontevedra |
| 5     | VII Bandera Reganosa             | 29 de julio  | 18:00 | Mugardos          | La Coruña  |
| 6     | II Bandera Concejo de Mugardos   | 30 de julio  | 12:00 | Mugardos          | La Coruña  |
| 7     | II Bandera Concejo de Cedeira    | 5 de agosto  | 17:30 | Cedeira           | La Coruña  |
| 8     | I Bandera Muros de San Pedro     | 12 de agosto | 18:30 | Muros             | La Coruña  |
| 9     | X Bandera Concejo de Muros       | 19 de agosto | 18:00 | Esteiro           | La Coruña  |

### Play-off de ascenso a Liga ACT
| Orden | Regata      | Fecha            | Hora  | Provincia |
| ----- | ----------- | ---------------- | ----- | --------- |
| 1     | Bermeo      | 16 de septiembre | 18:00 | Vizcaya   |
| 2     | Portugalete | 17 de septiembre | 12:00 | Vizcaya   |

### Play-off entre grupos
| Orden | Regata    | Fecha        | Hora  | Localidad | Provincia |
| ----- | --------- | ------------ | ----- | --------- | --------- |
| 1     | Jornada 1 | 26 de agosto | 17:30 | La Coruña | La Coruña |
| 2     | Jornada 2 | 27 de agosto | 11:30 | La Coruña | La Coruña |

## Traineras participantes

### Grupo A
| Equipo          | Nombre de la Trainera | Localidad            | Provincia  | Localización de los equipos del Grupo A                                                      |
| --------------- | --------------------- | -------------------- | ---------- | -------------------------------------------------------------------------------------------- |
| Puebla          | Carmela               | Puebla del Caramiñal | La Coruña  | Puebla Amegrove · Mecos Coruxo Rianxo Bueu · Samertolameu Vilaxoán Chapela Perillo Castropol |
| Amegrove        | Pabliño               | El Grove             | Pontevedra | Puebla Amegrove · Mecos Coruxo Rianxo Bueu · Samertolameu Vilaxoán Chapela Perillo Castropol |
| Mecos-Mondariz  | Mequiña               | El Grove             | Pontevedra | Puebla Amegrove · Mecos Coruxo Rianxo Bueu · Samertolameu Vilaxoán Chapela Perillo Castropol |
| Coruxo          | Fontaíña              | Vigo                 | Pontevedra | Puebla Amegrove · Mecos Coruxo Rianxo Bueu · Samertolameu Vilaxoán Chapela Perillo Castropol |
| Rianxo          | Concello de Rianxo    | Rianjo               | La Coruña  | Puebla Amegrove · Mecos Coruxo Rianxo Bueu · Samertolameu Vilaxoán Chapela Perillo Castropol |
| Bueu-Teccarsa   | Maruxia               | Bueu                 | Pontevedra | Puebla Amegrove · Mecos Coruxo Rianxo Bueu · Samertolameu Vilaxoán Chapela Perillo Castropol |
| Samertolameu    | A Terca               | Meira                | Pontevedra | Puebla Amegrove · Mecos Coruxo Rianxo Bueu · Samertolameu Vilaxoán Chapela Perillo Castropol |
| Vilaxoán        | A Revenida            | Villajuán de Arosa   | Pontevedra | Puebla Amegrove · Mecos Coruxo Rianxo Bueu · Samertolameu Vilaxoán Chapela Perillo Castropol |
| Chapela         | Arealonga             | Redondela            | Pontevedra | Puebla Amegrove · Mecos Coruxo Rianxo Bueu · Samertolameu Vilaxoán Chapela Perillo Castropol |
| Perillo-Salgado | Perillo               | Perillo              | La Coruña  | Puebla Amegrove · Mecos Coruxo Rianxo Bueu · Samertolameu Vilaxoán Chapela Perillo Castropol |
| Castropol       | Ría del Eo            | Castropol            | Asturias   | Puebla Amegrove · Mecos Coruxo Rianxo Bueu · Samertolameu Vilaxoán Chapela Perillo Castropol |

Los clubes participantes están ordenados geográficamente, de oeste a este.

### Grupo B
| Equipo         | Nombre de la Trainera | Localidad         | Provincia  | Localización de los equipos del Grupo B                            |
| -------------- | --------------------- | ----------------- | ---------- | ------------------------------------------------------------------ |
| Muros          | Muradana              | Muros             | La Coruña  | Muros Esteirana Virxe da Guía Vila de Cangas Mera Mugardos Cedeira |
| Esteirana      | Esteirana             | Esteiro           | La Coruña  | Muros Esteirana Virxe da Guía Vila de Cangas Mera Mugardos Cedeira |
| Virxe da Guía  | A Punta               | Vigo              | Pontevedra | Muros Esteirana Virxe da Guía Vila de Cangas Mera Mugardos Cedeira |
| Vila de Cangas | Balea                 | Cangas de Morrazo | Pontevedra | Muros Esteirana Virxe da Guía Vila de Cangas Mera Mugardos Cedeira |
| Mera           | A Mariñeira           | Mera              | La Coruña  | Muros Esteirana Virxe da Guía Vila de Cangas Mera Mugardos Cedeira |
| Mugardos       | Bestarruza            | Mugardos          | La Coruña  | Muros Esteirana Virxe da Guía Vila de Cangas Mera Mugardos Cedeira |
| Cedeira        | Candieira             | Cedeira           | La Coruña  | Muros Esteirana Virxe da Guía Vila de Cangas Mera Mugardos Cedeira |

Los clubes participantes están ordenados geográficamente, de oeste a este.

### Equipos por provincia
| Provincia  | Grupo | N. | Equipos                                                                          |
| ---------- | ----- | -- | -------------------------------------------------------------------------------- |
| Pontevedra | A     | 7  | Amegrove, Bueu-Teccarsa, Coruxo, Chapela, Mecos-Mondariz, Samertolameu, Vilaxoán |
| Pontevedra | B     | 2  | Vila de Cangas, Virxe da Guía                                                    |
| Pontevedra | TOTAL | 9  |                                                                                  |
| La Coruña  | A     | 3  | Perillo-Salgado, Puebla, Rianxo                                                  |
| La Coruña  | B     | 5  | Cedeira, Esteirana, Mera, Mugardos, Muros                                        |
| La Coruña  | TOTAL | 8  |                                                                                  |
| Asturias   | A     | 1  | Castropol                                                                        |
| Asturias   | B     | -  | -                                                                                |
| Asturias   | TOTAL | 1  |                                                                                  |

### Ascensos y descensos
| Pos. | Ascendido a Liga ACT |
| ---- | -------------------- |
| 1.º  | Ares                 |

| Pos. | Ascendido de Grupo B no inscrito |
| ---- | -------------------------------- |
| 3.º  | A Cabana                         |

     Ascenso después de play-off.

     Descenso administrativo o desaparición.

## Clasificación

### Temporada regular
A continuación se recoge la clasificación en cada una de las regatas disputadas.

#### Grupo A

##### Puntuaciones
Los puntos se reparten entre los once participantes en cada regata.
| Posición | 1.º | 2.º | 3.º | 4.º | 5.º | 6.º | 7.º | 8.º | 9.º | 10.º | 11.º |
| -------- | --- | --- | --- | --- | --- | --- | --- | --- | --- | ---- | ---- |
| Puntos   | 11  | 10  | 9   | 8   | 7   | 6   | 5   | 4   | 3   | 2    | 1    |

##### Resultados por regata
| Pos. | Club            | Trainera           | 1 PRE | 2 VIG | 3 SAL | 4 GRO | 5 CAR | 6 VIL | 7 RED | 8 AST | 9 FER | 10 BUE | 11 RIA | 12 PUE | 13 CAR | 14 SAM | Puntos |
| ---- | --------------- | ------------------ | ----- | ----- | ----- | ----- | ----- | ----- | ----- | ----- | ----- | ------ | ------ | ------ | ------ | ------ | ------ |
| 1    | Samertolameu    | Meira Mar          | 2     | 1     | 2     | 2     | 1     | 1     | 2     | 1     | 1     | 1      | 1      | 1      | 1      | 1      | 140    |
| 2    | Puebla          | Carmela            | 1     | 2     | 1     | 1     | 3     | 4     | 1     | 8     | 2     | 4      | 2      | 2      | 2      | 2      | 122    |
| 3    | Mecos-Mondariz  | Mequiña            | 11    | 3     | 6     | 3     | 2     | 3     | 4     | 3     | 3     | 7      | 3      | 4      | 3      | 4      | 108    |
| 4    | Bueu-Teccarsa   | Maruxia            | 9     | 4     | 3     | 4     | 7     | 7     | 5     | 5     | 5     | 3      | 5      | 3      | 4      | 3      | 98     |
| 5    | Castropol       | Ría del Eo         | 4     | 5     | 5     | 7     | 4     | 6     | 9     | 2     | 4     | 2      | 7      | 8      | 5      | 5      | 87     |
| 6    | Amegrove        | Pabliño            | 3     | 8     | 4     | 6     | 5     | 8     | 3     | 6     | 6     | 5      | 6      | 5      | 6      | 8      | 80     |
| 7    | Coruxo          | Fontaíña           | 7     | 6     | 7     | 5     | 10    | 2     | 8     | 7     | 7     | 6      | 8      | 6      | 7      | 7      | 70     |
| 8    | Vilaxoán        | A Revenida         | 5     | 7     | 8     | 8     | 6     | 5     | 7     | 4     | 8     | 8      | 4      | 7      | 9      | 6      | 69     |
| 9    | Rianxo          | Concello de Rianxo | 8     | 10    | 10    | 9     | 8     | 10    | 6     | 9     | 9     | 9      | 9      | 9      | 10     | 9      | 39     |
| 10   | Chapela         | Arealonga          | 6     | 9     | 9     | 10    | 9     | 9     | 11    | 10    | 10    | 10     | 10     | 10     | 8      | 11     | 30     |
| 11   | Perillo-Salgado | Perillo            | 10    | 11    | 11    | 11    | 11    | 11    | 10    | 11    | 11    | 11     | 11     | 11     | 11     | 10     | 15     |

| Color     | Resultado                        |
| --------- | -------------------------------- |
| Oro       | Ganador                          |
| Plata     | Segundo                          |
| Bronce    | Tercero                          |
| Verde     | Puntuó                           |
| Sin color | DNP - Inscrito pero no participó |

##### Palmarés
| Pos. | Club            | Victorias | Segundos | Terceros | Puntos | Ascenso o descenso             |
| ---- | --------------- | --------- | -------- | -------- | ------ | ------------------------------ |
| 1    | Samertolameu    | 10        | 4        | -        | 140    | Play-off de ascenso a Liga ACT |
| 2    | Puebla          | 4         | 6        | 1        | 122    | Play-off de ascenso a Liga ACT |
| 3    | Mecos-Mondariz  | -         | 1        | 7        | 108    |                                |
| 4    | Bueu-Teccarsa   | -         | -        | 4        | 98     |                                |
| 5    | Castropol       | -         | 2        | -        | 87'    |                                |
| 6    | Amegrove        | -         | -        | 2        | 80     |                                |
| 7    | Coruxo          | -         | 1        | -        | 70     |                                |
| 8    | Vilaxoán        | -         | -        | -        | 69     |                                |
| 9    | Rianxo          | -         | -        | -        | 39     |                                |
| 10   | Chapela         | -         | -        | -        | 30     |                                |
| 11   | Perillo-Salgado | -         | -        | -        | 15     | Play-off entre grupos          |

#### Grupo B

##### Puntuaciones
Los puntos se reparten entre los siete participantes en cada regata.
| Posición | 1.º | 2.º | 3.º | 4.º | 5.º | 6.º | 7.º |
| -------- | --- | --- | --- | --- | --- | --- | --- |
| Puntos   | 7   | 6   | 5   | 4   | 3   | 2   | 1   |